# 黎利
黎利（越南语：／，1385年9月10日—1433年9月5日），越南後黎朝開國皇帝，后人称為黎太祖（越南语：／）。他起兵驅逐了明朝的驻军，使越南（當時“大越”國土相當於今越南北、中部）最终取得獨立地位。
黎利生於越南清化地區，在他的青年時期，陳朝被權臣胡季犛所篡，中國明朝藉此於1407年出兵佔領越南（當時國土相當於現今中、北部），設立了交趾承宣布政使司，使之成為中國轄地。與此同時，越南群雄並起，黎利亦於1418年發動藍山起義，從而展開了抗明十年戰爭。結果，明宣宗決定罷兵，黎利建國改元，開創後黎朝，使越南重獲獨立。另外，黎利獲明朝承認其對越南的統治，以保持中越的藩屬關係。

## 早年及抗明戰爭

### 家世及早年

乘越南內亂起兵南下的明成祖皇帝。

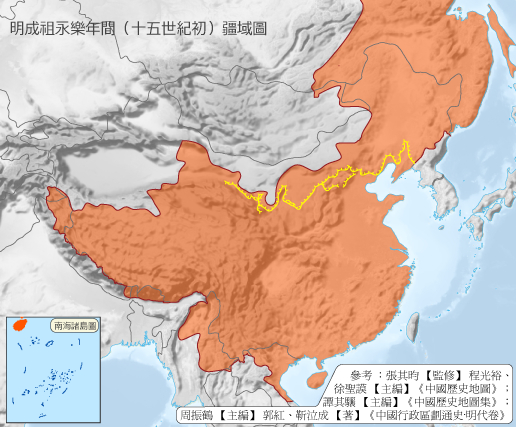
明朝永樂年間的中國版圖，包括安南（今越南中北部）。本圖參考自《中国历史地图集》。

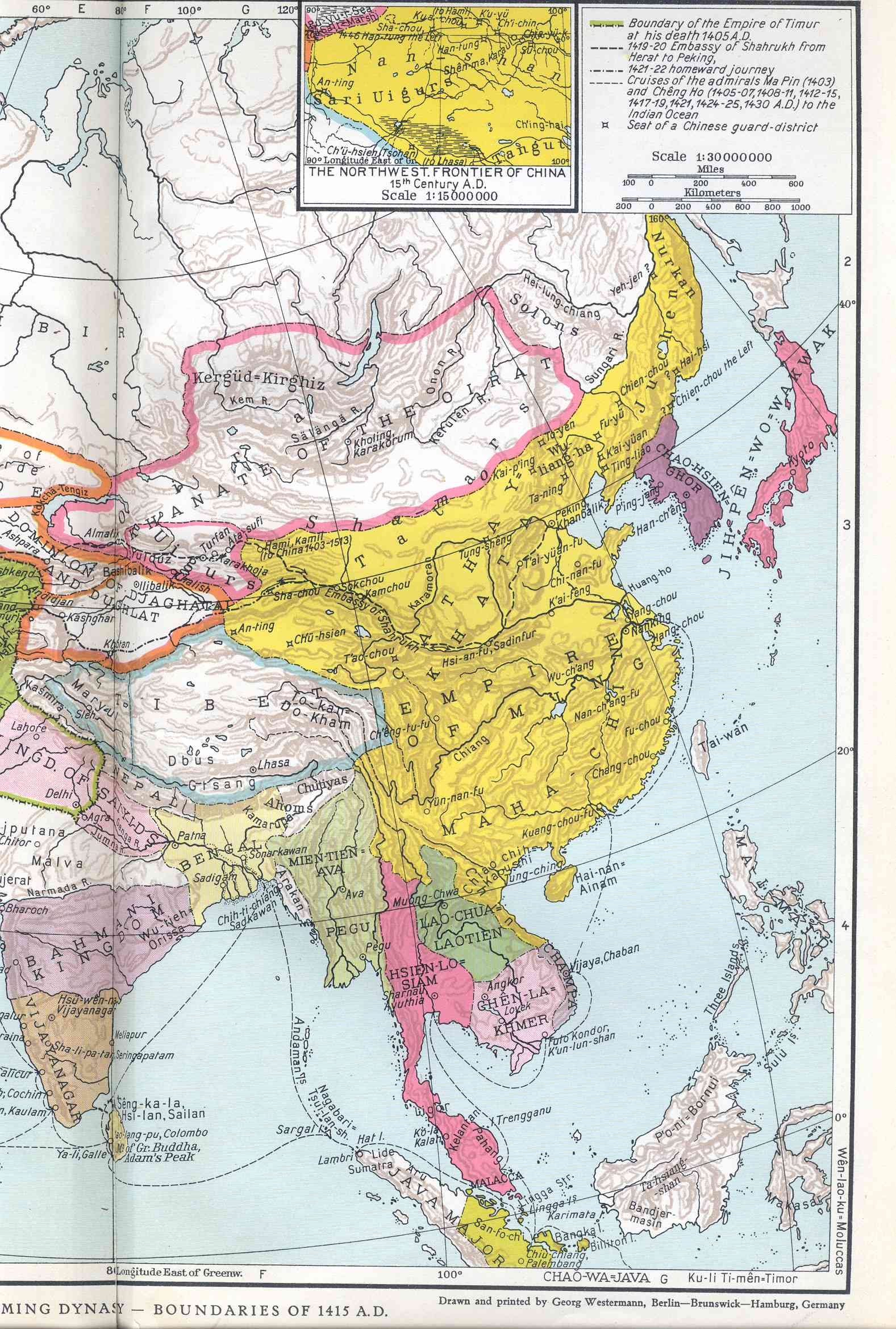
哈佛大学出版的地圖對明朝永乐年间疆域的描繪。

黎利來自越南清化路梁江縣藍山鄉（今清化省寿春县蓝山市镇）的一個豪族家庭。據史書所說，黎利的曾祖父黎誨遊經這裡時，認為必是佳處，於是定居，三年後發展成可觀的產業，從此「世為一方君長」。到黎誨的兒子黎汀（黎利之祖父）繼承家業時，已經是「有眾至千餘人」的巨賈了。
陳廢帝昌符九年農曆八月初六日（西曆1385年9月10日），黎利出生於雷陽主山（父親是黎汀的次子黎曠，母親是雷陽主山人鄭蒼）。在他年輕時，陳朝政局正日走下坡，並發生了胡季犛篡陳及明朝派軍攻越的事變。
在胡季犛覆亡、明朝佔領越南之際，黎利對明朝的態度，中越兩國的歷史文獻，說法略異，而分歧主要在於黎利有否出任過明朝的官職。越南文獻指黎利面對明朝各種計謀、誘惑下，仍然不為官爵所動；《大越史記全書》記載，明據越南後，對當地人採取了勞役及招降兩種手段，而黎利則「不為官爵所誘、威勢所怵，明人巧計百端，終不致也。」其後感到後陳朝的抗明活動無望，便「晦迹山林，潛心韜畧，延攬智謀之士，招集流離之民」，以密謀反明。但中國文獻卻指黎利降明後任官另有所圖；《明實錄》中載：「利初從陳季擴反，充偽金吾將軍，後束身歸降，以為巡檢，然中懷反側。」這段文字提出黎利曾向明投降，並獲授官銜，而暗中有所圖謀的說法。
對於以上兩種說法，現時仍未有定論，但黎利本人亦曾說過一句值得注意的話。他曾向大臣們憶述，當初明朝統治越南時，他曾「罄家所有以奉事之，冀其免禍，而彼害朕之心曾不少恕，義兵之舉，朕實出於不得已焉耳。」

### 藍山起義
黎利不滿明朝的統治，便隱居山林，廣交豪傑之士，召募流亡群眾。到1418年2月份（明永樂十六年農曆正月），黎利決定在藍山鄉起兵反明，自稱「平定王」（越南语：／）。當時，除黎利外，還有潘僚、鄭公證、黎餓等起義軍，但維持不久，便被明軍所擊破。
明軍獲悉黎利起義，便派馬騏領兵征討。黎利引誘敵軍到洛水（清化錦水），用伏兵將之擊退，這是黎利最初嚐到的勝果。其後，黎利移軍至靈山（據陳仲金考證，至靈山在清化境內），途中遭到明軍追擊，被俘獲了不少軍民及家屬。黎利便率殘兵駐紮至靈山。此後，從1419年（明永樂十七年）至1424年（明永樂二十二年），黎利以至靈山、藍山鄉等地為為主要據點，多次領兵與明軍交戰，各有勝負。期間，黎利得到重要開國功臣阮廌的歸附。

### 軍勢壯大
1424年（明永樂二十二年），明仁宗即位後聽從內官山壽的建議，曾嘗試以清化府知府一職招降黎利，黎利認為「敵使誑我，我因其敵間而用之，此其時也」，因而派人和山壽虛與委蛇，觀其軍情虛實。黎利聽從黎隻「乂安險要，地大人眾，……今宜先取茶隆，略定乂安，以為立腳之地」的建議，向該區步步進迫。同年，黎利大整兵象，進圍乂安城，並在杜家縣、蒲隘接連設伏大敗明軍，陣砍前鋒都司黄誠、生擒都司朱傑，俘虜明兵千餘人，軍聲大振。
1425年（明洪熙元年），黎利得到沿途百姓的支持，便順勢約法三章，宣佈：「民苦於虐政久矣，凡所至州縣，秋毫無犯，非偽官（明朝官府）之牛穀，雖甚饑困，不得濫取」，憑著嚴格的軍紀，黎利軍所到之處，都得到群眾響應，「相與併力圍乂安城（今乂安省興元縣）」。雖然明軍尚能堅守該城，但轄下地區，已被黎利佔領。
由於明軍主力集中在乂安城，其他地點防務較弱，黎利便轉移視線，攻克新平、順化等地。當時，黎利軍已佔領了南部的國土（相當於現今越南中部），便向北出兵東都（今河內）。1426年10月及11月間（明宣德元年，農曆十月），在重要戰役崒洞之役中，黎利軍重挫明軍，迫使明朝的軍事力量只限於幾個被包圍的城市。

### 擊敗明軍

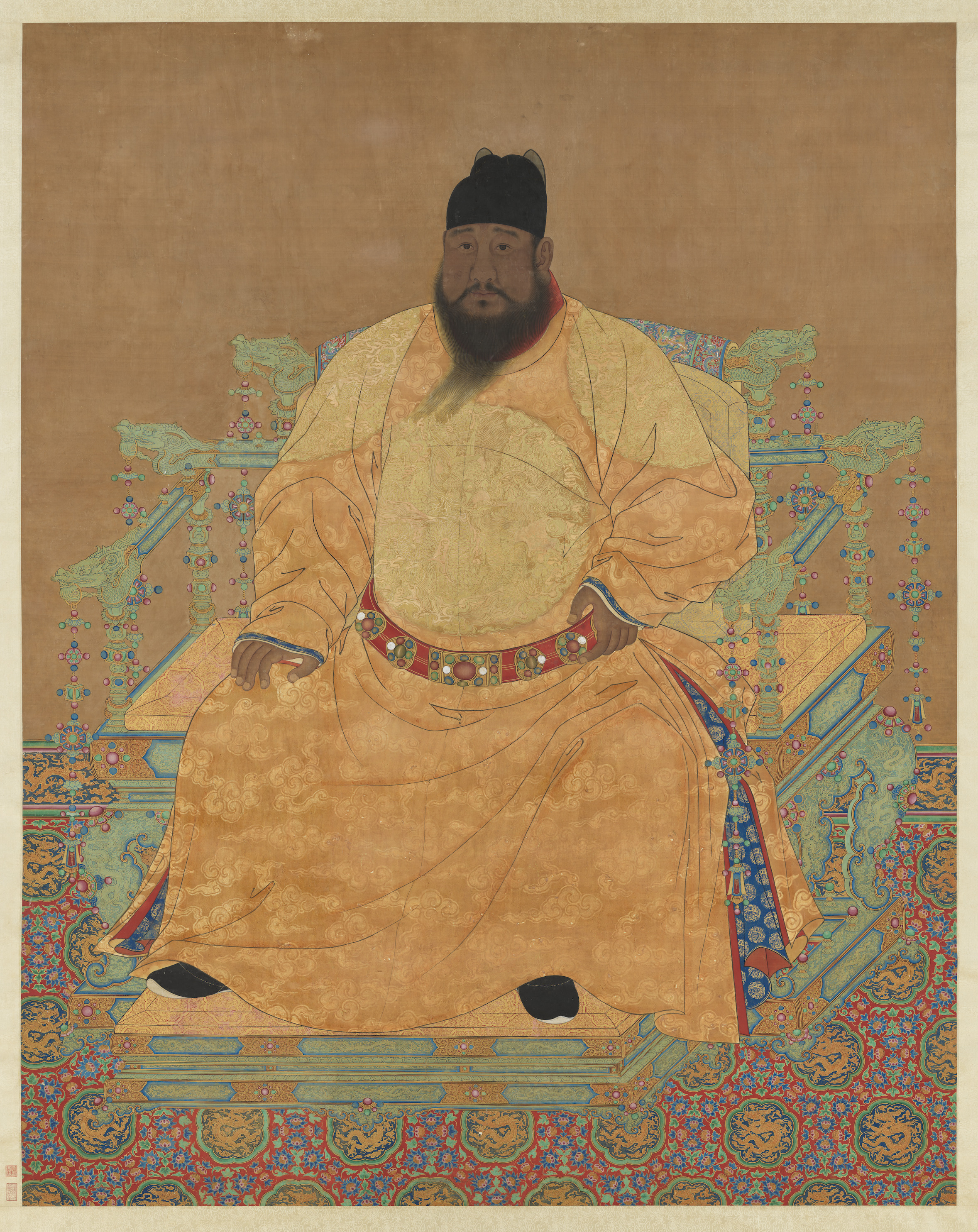
明宣宗皇帝接受大臣三楊之議，開始自安南撤兵。

在黎利軍勢力日益壯大的同時，明征夷將軍王通與黎利議和，黎利最初亦同意的。但王通暗中向明廷求援，黎利便繼續派軍攻擊明軍的各個駐守城市。
明室了解到戰況不利，便派柳昇為主將（又作「柳升」），率十萬軍隊南下剿亂。1427年10月（明宣德二年農曆九、十月間），柳昇進入越南，開始攻擊黎利軍隊。黎利便向部下們作出指示：「今柳昇之來，途路遼遠，人必疲勞，吾以逸待勞，蔑不勝矣」，下令軍士們邊戰邊退，將敵軍徐徐地引入腹地，並在適當地方設伏。明將柳昇到這時仍大意輕敵，只親自帶領100騎兵追趕黎利軍隊。到達支棱（位於諒山省）的泥濘地時，明軍由於移動困難，黎利的伏軍乘機施襲，於是在馬鞍山（當地山名，又名倒馬坡）擊殺柳昇。明軍由於主將陣亡，全軍敗退，黎利再派軍大舉追擊，於是獲得大勝。此次決定性的戰役，迫使明軍不得不議和。
戰事大致平息後，1427年（明宣德二年）農曆十一月，黎利派出使節入明，要求冊封陳暠（黎利所立的傀儡君主）為王，明隨即封陳暠為「安南國王」，征夷將軍王通領兵撤退，整場抗明戰事至此告終。在天慶二年（1427年），黎利在陳暠朝廷的官職是「入內、檢校太師、平章軍國重事、代天行化、賜金魚袋、雙金虎符、壯武衛國公」。

### 用兵之道
黎利能夠長期與明軍周旋，甚至擊敗明軍，這與他的用兵之道及越南北部的自然環境有著密切的關係。他用兵設伏出奇，避實擊虛，由於在與明軍的每次對陣中，明軍往往都有著兵員龐大的優勢，但同時亦由於行軍遙遠，軍士無法在最佳狀態下作戰。黎利曾經說過：「彼眾我寡，彼勞我逸，兵法所謂，勝敗在將，不在乎眾寡。今彼軍雖眾，而吾以逸待勞，破之必矣。」因而從藍山起義開始，黎利就經常採用迴避與伏擊相結合的戰術。在崒洞之役及支棱之戰中，黎利正是憑著這個戰略取勝。
黎利對於部下的紀律和團隊精神十分重視，故此管理得相當嚴謹。他曾頒下「軍憲十條」，軍士們必須遵守，內容是：
|    | - 軍中諠譁。 - 軍中虛驚，妄言禍福，以搖動軍情。 - 臨陣聞皷聲，見指旗而佯為不聞不見，逗遛不進。 - 臨陣見止軍之旗，聞止軍之鑼而不止。 - 聞退軍之鉦而強不退。 - 防直不勤，或熟睡不守，離伍潛回。 - 耽惑女色，私放妻黨，而不當軍役。 - 賣放軍人及影蔽而不著軍籍。 - 以私好惡而顛倒人之功過。 - 與眾不和，姦惡偷盜。 以上十條，犯者斬。 |
| —— | |

黎利又對所有文武官員申示三條戒文：「一、勿無情；二、勿欺慢；三、勿奸貪。」，紀律嚴明令黎利軍隊能夠以寡敵眾。

## 治理國家

### 《平吳大誥》及即皇帝位

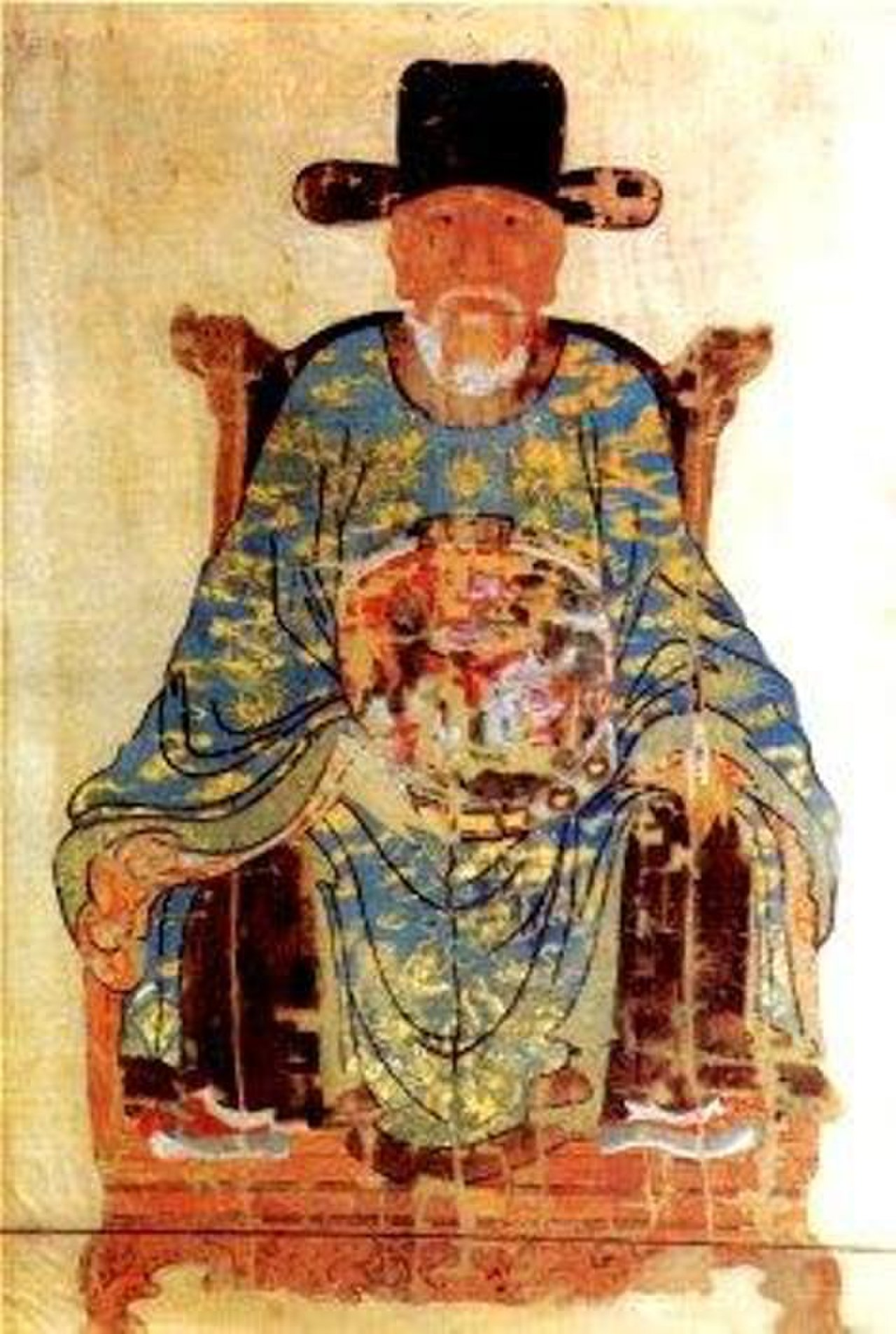
起草《平吳大誥》的阮廌

戰事完結後，阮廌起草了《平吳大誥》，宣示黎氏成為大越國的新統治者。該誥文稱，「因胡之煩苛，致使人心之怨叛，狂明伺隙，因以毒我民，惡黨懷奸，竟以賣我國」的國家亂亡時代已經過去，黎王朝「一戎大定，迄成無競之功，四海永清」。該文發表的時間，《大越史記全書》將之記在明宣德二年農曆十二月十七日（若按西曆計算，則是1428年1月3日）黎利軍與明軍達成和議之後。
黎利即位前，先要除掉陳暠。陳暠是在1426年（明宣德元年）被黎利擁立的傀儡君主。據《大越史記全書》所說，陳暠原叫胡翁，是「丐者之子」，「假稱陳氏之後」。黎利擁立陳暠的原因，是由於黎利在起義時鑑於「人心思陳，故立之以從人望」，並且「欲籍辭以應明人」。黎利驅逐明軍後，便先殺陳暠，然後登基稱帝。關於陳暠的死因，一說是遁逃時被朝廷所獲，便飲毒藥而死；一說是他「潛駕海船而卒」；一說是潛逃時被黎利令人追殺；一說是黎利曾說「我以百戰得天下，而暠居大位」，陳暠在驚惶下潛逃，最終被黎利追殺。
1428年（黎順天元年，明宣德三年）農曆三月十五日（西曆3月30日），黎利在東京（河內）即位，改年號順天，建國號大越，都東京（今河內）。

### 國內的施政
- 教育方面，黎利政府在京城設國子監，在地方各府路設學堂，教授儒學。舉辦科舉，文武官員四品以下者，須經明經科考試，文官考經史，武官考武經。又在各路開明經科試，以招攬人才。而佛道人士，亦須經過自己所屬宗教的經典考試，合格的可作僧侶或道士，不合格的勒令還俗。[32]

- 律令方面，黎利參考唐代刑律，設有笞、杖、徒、流、死五刑：
笞刑：分成五等，自10鞭至50鞭。
杖刑：分成五等，60至100杖。
徒刑：分成三等，有犒丁、象坊兵、屯田兵。
流刑：分成三等，即流至近州、流至遠州及流至外州。
死刑：分成三等，即絞刑和斬首、梟首示眾、凌遲處死。
若果是功臣、官員、軍民、老人等有罪，以及自行投案的，則可依次減刑或酌情減刑。至於游手好閒、圍棋賭博、不務正業之徒，黎利以嚴刑峻法來打擊，如賭博則刖手三分，圍棋則刖手一分；無故群聚飲酒茶者，杖100，收容此等歹徒者，亦有罪，但量刑時減罪一等。[33]

- 地區建置方面，黎利將全國分為「东」、「西」、「南」、「北」及「海西」五道，各道設有「總管」及「行遣」，分掌軍民簿籍[34]。而在基層的地區建置上，「大社」（百人以上的村社）用三人為社官、「中社」（五十人以上的村社）用二人為社官；「小社」（十人以上的村社）用一人為社官。社官負責管理社內事務。[35]

- 土地制度方面，黎利設立均田法，緩和貧富不均，鑑於不少「無功之輩」佔有過多田土，而曾參予開國戰爭的兵士則無地可耕，於是制定均田法，將公有田地分給上自大臣，下至老弱孤寡之人，以放緩貧富懸殊的現象，讓各階層的人都有田可耕。[35]

- 軍事方面，當抗明戰爭結束後，黎利決定裁軍，從原本佔領東都時的25萬人，減至10萬人作防衞，其餘歸農。又將全軍分為五番，只留下一番執勤，其餘四番歸農，輪流執行。[36]而黎利統治期間，越南仍有起義發生，如1430年（黎順天三年）農曆十一月，太原省石林州爆發了閉克紹、農得泰起義，黎利親自率兵鎮壓，至次年農曆二月討平。[37]

- 黎利生性猜忌，即位後就殺戮功臣，功臣陳元扞、文巧等都因讒言中傷而獲誅。[38]

### 對外關係
- 對明朝的關係：黎利驅逐明軍後，便遣使入明，爭取得到明朝冊封為「安南國王」，要求明朝承認黎利是越南實際統治者的既定事實。起初，朝廷不允，要求黎利在國內訪尋陳朝宗室子孫為王，經過數次使者往還後，1431年（黎順天四年）農曆正月，黎利的使者向明廷陳述已「大集國人，遍求陳氏子孫，的無見存」，明廷便只得尊重黎利握有政權的事實，命他「權署安南國事」，規定黎利每隔三年向明朝貢一次，每次朝貢必鑄金人兩尊，稱之為「代身金人」。

※陳仲金認為，兩尊「代身金人」可能是為支棱之役中被殺的柳昇與梁銘兩位明將抵命。至於黎利的求封，陳仲金作出如下的解釋：「因為我國與中國相較，大小懸殊，且孤身隻影獨處南方，全無羽翼屏障，這樣一味敵對抗拒，不肯低下一點，則永無寧日。雖表面上屈居中國之下，但其實內裡仍然保持自主，中國人並不干涉我國內政。這也是一種機智巧妙的外交，可使國家獲得安定。」[39]

- 對其他中南半島民族的關係：
  - 占婆：早在黎利稱帝之前，1427年（明宣德二年）農曆七月，占人到來進貢方物（土產），黎王朝政府與占人開始有了接觸。[40]
  - 哀牢（瀾滄王國）：在抗明戰爭期間，黎利曾與哀牢交好，哀牢國王蘭亨登與之結盟。但在另一名逃亡哀牢的義軍首領路文律的挑撥離間下，蘭亨登背棄了盟約。1421年（明永樂十九年）農曆十一月，黎利與明軍交戰時，遭到哀牢的突襲。其後，黎利的一名極為愛重的侄兒黎石，亦遭哀牢軍擊斃。[26]到後黎朝已有了統治基礎後，1432年（黎順天五年）黎利便攻打哀牢。[41]
  - 忙禮州、復禮州：黎利於1432年（黎順天五年）農曆正月，攻打忙禮州；當年的農曆十一月又征復禮州。[41]

### 黎利曾使用的稱銜
黎利一生中，曾擁有過多個稱銜：
- 平定王：從1418年（明永樂十六年）到1427年（明宣德二年）的「抗明十年」期間使用。[7]
- 交趾布政清化等府知府：從1425年（明洪熙元年）到1427年（明宣德二年）期間對明書信使用。[42]
- 入內、檢校太師、平章軍國重事、代天行化、賜金魚袋、雙金虎符、壯武衛國公：天慶二年（1427年），黎利在陳暠朝廷的官職。[43]
- 順天承運睿文英武大王：1428年（黎順天元年）農曆三月開始，黎利「凡有大赦詔令」時，便使用這個稱銜。[31]
- 藍山洞主：1428年（黎順天元年）農曆三月黎利開始使用的號。[31]後來黎利下令編修《藍山實錄》時，使用了「藍山洞主」的名義作序。[41]
- 安南國王及權署安南國事：1431年（黎順天四年）農曆正月，明朝命黎利「權署安南國事」。[44]

### 去世
1433年（黎順天六年）農曆八月二十二日（西曆9月5日），黎利「崩於正寢」。年49歲。次子黎元龍繼位，是為黎太宗。十一月二十二日（西曆1434年1月2日），歸葬藍京永陵，廟號太祖，上尊號曰統天啟運聖德神功睿文英武寬明勇智弘義至明大孝高皇帝。

## 家庭
- 曾祖父：黎誨，移居藍山鄉，發展產業[1]，黎利追尊為「高上祖明皇帝」。
- 曾祖母：阮氏玉緣，黎利追尊為「普慈高明皇太后」。
- 祖父：黎汀，繼承父親家業[1]，黎利追尊為「顯祖昭德澤皇帝」。[48]
- 祖母：阮氏廓[1]，黎利追尊為「顯慈嘉淑皇太后」。[48]
- 伯父：黎從[1]。
- 父親：黎曠[1]，黎利追尊為「宣祖憲文福皇帝」[48]。
- 母親：鄭氏蒼[1]，黎利追尊為「貞慈懿文皇太后」[48]。
- 長兄：黎學，黎利年幼時由他養育[26]。
  - 長兄有一名兒子黎石[26]，黎利追贈為忠武大王[31]。
- 次兄：黎除，他的五世孙是黎英宗。
- 後宮：據《大越史記全書‧本紀實錄‧黎太宗紀》載：「太祖不立正室，惟郡王母鄭宸妃與范惠妃等數人而已。國母（黎太宗生母范陳）亦先帝側室。」以下列出有「皇后」尊銜的，其實是後來追尊而已。
  - 范氏玉陳，黎太宗生母。[49]她是黎利側室，在抗明戰爭期間去世。紹平元年六月二十四日（1434年7月29日[50]，黎太宗追尊她為「恭慈國太母」。[51]紹平四年（1437年）二月，再追尊為「恭慈光穆皇太后」。[52]
  - 鄭宸妃[51]。
  - 范惠妃[51]。
  - 陳贞淑妃
- 子
  - 長子：黎思齊，初為太子，1433年，黎順天六年降為郡王。[41]1438年卒，死后追封郡哀王。
  - 次子：黎元龍，即黎太宗[49]。
  - 女 长女黎氏玉吕，郡主。 次女黎氏玉义，郡主

## 評價

### 黎利本人及臣下的評價
黎利本人及臣下的評價：在一次黎利與臣下的交談中，透露了各人對他能夠成功開國的看法。臣下們都認為：「明淫刑虐政，久失民心，帝反其道而用之，以仁易暴，以治易亂，此所以成功之速也。」黎利的看法則是：「卿等所言，固是如此，亦有未盡。朕昔時遭板蕩，棲迹藍山，本欲苟全性命而已，初無取天下之心。及其賊虐愈甚，民命弗堪，凡有智識者，皆被其害。朕雖罄家所有以奉事之，冀其免禍，而彼害朕之心曾不少恕，義兵之舉，朕實出於不得已焉耳。」

### 古代越南史書的評價
編撰《大越史記全書》的越南史官，就綜合了他的一生，作以下評論：
|  | 論曰：太祖即位以來，其施為政事，藹有可觀。如定律令，制禮樂，設科目，置禁衞，設官職，立府縣，收圖籍，創學校，亦可謂創業之宏謨。然多忌好殺，此其短也。 又曰：帝承祖父之業，時遭大亂，而志益堅，晦跡山林，以稼穡為業，由其憤強賊之陵暴，尤留心於韜畧之書，罄竭家貲，厚待賓客。及戊戌年起集義兵，經營天下，前後凡數十戰，皆設伏出奇，避實擊虛，以寡敵眾，以弱敵強。及明人出降，戒戢軍士，秋毫無犯，兩國自是通好，南北無事。忙禮、哀牢，俱入版圖；占城、闍槃，航海修貢。帝宵衣旰食，凡十年而天下大治。 史臣論曰：帝起義兵，未嘗濫殺一人，惟能以柔制剛，以寡敵眾，不戰而屈人兵，故能革否為泰，轉危為安，易亂為治，所謂仁者無敵於天下，其帝之謂歟！其有天下而傳萬世之業也宜哉！」 |

※上引《大越史記全書》的評論，未必出自同一個人的手筆，因而出現自相矛盾的現象，例如「論曰」提到黎利「多忌好殺」，「史臣論曰」則說黎利「未嘗濫殺一人」；「又曰」提到黎利「起集義兵，經營天下，前後凡數十戰」，「史臣論曰」則說黎利「不戰而屈人兵」。但不論如何，《大越史記全書》的評論，已代表了黎王朝的官方看法。
黎嵩《越鑒通考總論》:「二十餘年之亂，一旦削平，山河為之改觀，海宇為之寧謔...兵農有法。諭以十條軍政，布以六條教化。慎重行罰，謹號令之信也，結好明國，存交鄰之禮也。設學校，以明人倫，……聖朝宏遠規模可得而見矣！」

### 近現代學者的評價
越南方面，近代著名史家陳仲金（又譯陳重金），就稱他是「英雄出世」的救國者。但在嚴刑峻法方面，陳仲金認為會「殘害了人們的身體」，但亦「使國內減少了終生遊手好閑專以騙人為生之人。」在誅殺功臣方面又認為他是「蜚鳥盡，良弓藏；狡兔死，走狗烹。」。而越共學者則以愛國主義立場，稱他為「一位剛直、慷慨的愛國者」，為了「抗敵救國」，「他獻出了自己的全部心血和財產。」
其他國家的學者亦對黎利有正面評價，中國學者郭振鐸及張笑梅，認為黎利「削平各地豪族，統一安南」，使「明朝承認既成事實」，並說他「恢復了兩國之間的政治、經濟和文化交流的正常關係。」加州大學洛杉磯分校學者薩爾德賽（Damodar Ramaji SarDesai）認為，雖然黎利將越南從中國統治之中解放出來，但他卻無法改善農民缺乏土地及糧食的狀況。直到後來的黎聖宗，才憑籍著佔領占婆而解決這些問題。

## 黎利對後世文化的影響

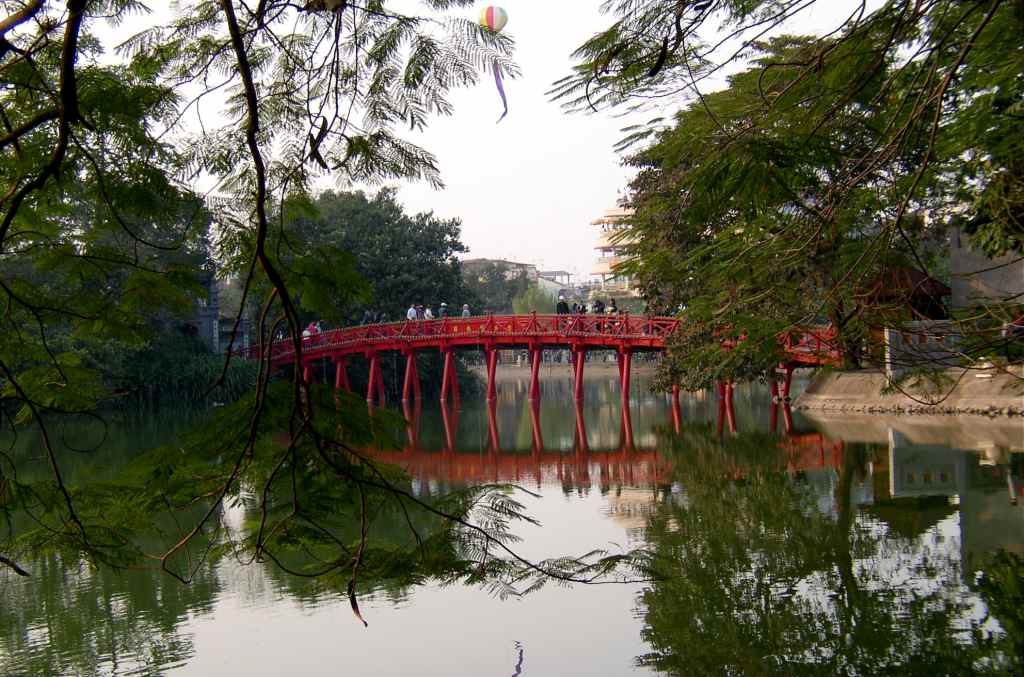
位於越南河內的還劍湖。越南傳說中，黎利把神劍交給這裡的「神龜」。

### 有關還劍湖的傳說
由於黎利的事跡在越南家喻戶曉，因此在越南民間，亦衍生了一些有關他的傳說。
相傳越南河內的還劍湖裡棲息著一種「神龜」。關於「神龜」與黎利的傳說，據阮初時范廷琥、阮案合撰的《桑滄偶錄·下·還劍湖》提到，黎利起義時，得到一把名叫「順天」的古劍，到稱帝後也經常佩帶。有一天，黎利在還劍湖泛舟，忽然「巨黿（斑鱉）浮水上，射之不中，以劍指之，墜水沒，黿隨劍去。帝（黎利）怒，命塞湖口，築堤竭水求之，不得。」就這樣，黎利在湖中喪失了古劍，無法找回。越南人相傳，這些斑鱉取走神劍藏於湖底，以備日後再需要它來抗敵。從此，斑鱉就成為人們心目中的「神龜」。
2000年，越南生物學家何廷德聲稱在還劍湖發現一種新的鱉類物種，將這種巨鱉命名為「還劍鱉」，拉丁文学名為「Rafetus leloii」。其学名的种加词「leloii」就是来自于黎利的名字。

### 在近代越南政壇裡的作用
黎利的成功得國，在近代越南史裡，成為各權力派系的政治樣板及宣傳工具。
越共軍隊在1954年的奠邊府戰役擊敗法軍後不久，胡志明在一次演說中向越共戰士們提到黎利、徵氏姐妹、趙嫗、陳興道及阮惠等歷史人物，要求所有戰士要為他們「感到自豪」，並且要牢記他們為國打拼的功勞。
越戰時期的親美勢力亦以黎利作為宣傳，在越戰時期的北越範圍裡，由美國支持的反越共組織，便引用黎利擊退外敵的事跡，向民眾宣傳反共意識。

### 以黎利命名的越南街道
現今越南的一些大城市裡，不少街道是以黎利來命名，以作紀念，如胡志明市的「黎利街」。

### 引用
1. 1 2 3 4 5 6 7 8 9 10  吳士連等《大越史記全書》，515頁。
2. 1 2 3  臺灣中央研究院數位文化中心兩千年中西曆轉換
3. 1 2  越南社會科學委員會《越南歷史》，273頁。
4. ↑  原文出自《明實錄·太宗實錄》卷一百九十六，永樂十六年春正月甲寅條。這裡參考《明實錄類纂·涉外史料卷·越南》，659頁。
5. 1 2  吳士連等《大越史記全書》，565頁。
6. ↑  越南社會科學委員會《越南歷史》，274頁。
7. 1 2 3  陳仲金《越南史略》，149頁。
8. ↑  吳士連等《大越史記全書》，517-518頁。
9. ↑  陳仲金《越南史略》，149－151頁。
10. ↑  《大明仁宗昭皇帝實錄》（卷四）:「鎮守交址中官山壽齎敕諭交址頭目黎利，敕曰：爾本良善，久秉歸向之誠，但有司失於撫綏，致懷疑畏，潛遁山林，未遂素志。今大赦之後，盡洗前過，咸與更新，特遣人齎敕諭爾，授爾清化府知府，撫一郡之民，宜即就職，以副朕推誠待人之意。」
11. ↑  《大越史記全書》（本紀卷之十）:「會明帝初立，使内官山壽以詭詞諭帝。帝知其意，曰：「敵使誑我，我因其敵間而用之，此其時也。」遂復通徃來，覘其虚實，以圖襲乂安。壽等知其計不行，又絶使信徃來。」
12. ↑  原文出自《欽定越史通鑑綱目》正編卷十三甲辰年秋九月條，見Hội Bảo tồn Di sản chữ Nôm─《欽定越史通鑑綱目》正編卷之十三（Image 17） （页面存档备份，存于）。黎隻，越南社會科學委員會編成的《越南歷史》作「阮隻」。
13. ↑  《大越史記全書》（本紀卷之十）:「於是帝大整兵象，進圍乂安城。軍将行，會有信報，明人整象馬船隻，水陸並進，其明日來。帝遂分兵千餘人，使黎列等從間道㨿杜家縣，親督大軍㨿險以待之。纔三四日明人果至陋舘可留関，列營下流。帝於上流晝揚旗皷，夜則舉火。潜遣兵象渡江，伏於要處。天將明，賊遂引軍以攻帝營。帝佯退，引賊入伏處。賊不意，引眾深入，伏兵四起衝擊，大破之，斬馘及溺死者以萬計。明日，賊乃因山築壘以居，不復出戰。時賊糧頗多，而帝軍無十日之食。帝謂將士曰：「賊恃糧多，堅壁爲長久計，我糧少，不可與賊持久。」遂燒營泝流佯遁，潜行間道，候賊至擊之。明人謂帝已走，大喜，遂進兵駐帝舊營，登山築壘，後日帝出輕鋭挑戰，賊出壘以戦，帝伏於蒲隘㨿險，賊又不意，悉眾以出。帝乃縱伏兵衝擊賊陣，黎察、黎禮、黎問、黎仁澍、黎銀、黎戰、黎宗喬、黎魁、黎盃、黎文安等争先陷陣，大破之，斬馘不可勝筭。賊船横流，溺屍塞江，噐械填委山間。擒都司朱傑，斬前鋒將都司黄誠，俘獲賊軍以千數。陳智、山壽收其餘卒，走還乂安城。帝乘勝長驅，三日直抵城下。智等入城固守。」
14. ↑  吳士連等《大越史記全書》，525頁。
15. ↑  吳士連等《大越史記全書》，528－529頁。
16. ↑  陳仲金《越南史略》，156頁。
17. ↑  越南社會科學委員會《越南歷史》，282-283頁。
18. ↑  陳仲金《越南史略》，157頁。
19. ↑  散見於《明史》《柳升列傳》及《外國列傳·安南》等篇章．清朝張廷玉等著，北京中華書局1995年版。
20. ↑  吳士連等《大越史記全書》，542頁。
21. ↑  陳仲金《越南史略》，160－161頁。
22. ↑  吳士連等《大越史記全書》，542－544頁。
23. ↑  越南社會科學委員會《越南歷史》，288-292頁。
24. ↑  吳士連等《大越史記全書》，545頁。
25. ↑  《抑齋遺集》頁18
26. 1 2 3 4  吳士連等《大越史記全書》，520頁。
27. 1 2  吳士連等《大越史記全書》，537頁。
28. ↑  吳士連等《大越史記全書》，546－548頁。
29. ↑  越南社會科學委員會《越南歷史》，292頁。
30. ↑  吳士連等《大越史記全書》，530頁及551頁。
31. 1 2 3 4  吳士連等《大越史記全書》，553頁。
32. ↑  陳仲金《越南史略》，168頁。
33. ↑  陳仲金《越南史略》，168－169頁。
34. ↑  阮廌《抑齋遺集·輿地志》
35. 1 2 3  陳仲金《越南史略》，169頁。
36. ↑  陳仲金《越南史略》，169－170頁。
37. ↑  吳士連等《大越史記全書》，563頁。
38. 1 2 3  陳仲金《越南史略》，170頁。
39. ↑  陳仲金《越南史略》，167-168頁。
40. ↑  吳士連等《大越史記全書》，539頁。
41. 1 2 3 4 5  吳士連等《大越史記全書》，564頁。
42. ↑  《抑齋遺集》（求封表文）16頁。
43. ↑  《抑齋遺集》（奏告文）18頁。
44. ↑  吳士連等《大越史記全書》，563頁。另外，據陳建《皇明通紀》卷十一，明宣宗封黎利為「安南國王」。見北京中華書局版，575頁。
45. 1 2  臺灣中央研究院數位文化中心兩千年中西曆轉換，黎順天六年即明宣德癸丑八年。
46. ↑  吳士連等《大越史記全書》，565－566頁。
47. ↑  黎貴惇的《大越通史》中，“至明”作“至仁”。
48. 1 2 3 4  吳士連等《大越史記全書》，552-553頁。
49. 1 2  吳士連等《大越史記全書》，569頁。
50. ↑  臺灣中央研究院數位文化中心兩千年中西曆轉換，黎順天六年即明宣德癸丑八年。
51. 1 2 3  吳士連等《大越史記全書》，576頁。
52. ↑  吳士連等《大越史記全書》，594頁。
53. ↑  吳士連等《大越史記全書》，564－565頁。
54. ↑  陳仲金《越南史略》，148頁。
55. ↑  郭振鐸、張笑梅《越南通史》，25頁。
56. ↑  Vietnam--Past and Present, by D. R. SarDesai,P.25.
57. ↑  范廷琥、阮案《桑滄偶錄》，收錄於《越南漢文小說叢刊》第一輯第七冊《筆記小說類》，臺灣學生書局版，207頁。
58. ↑  . 太陽報. 2007-11-06  [2007-12-04]. （原始内容存档于2007-11-09） （中文（香港））.
59. ↑  Ray N, Yanagihara W. Vietnam, 8th edition. Lonely Planet
60. ↑  越南社會科學委員會《越南歷史》，2頁。
61. ↑  .   [2007-12-11]. （原始内容存档于2007-12-21）.
62. ↑  .   [2007-12-11]. （原始内容存档于2007-10-10）.